# Obwód Nadnotecki

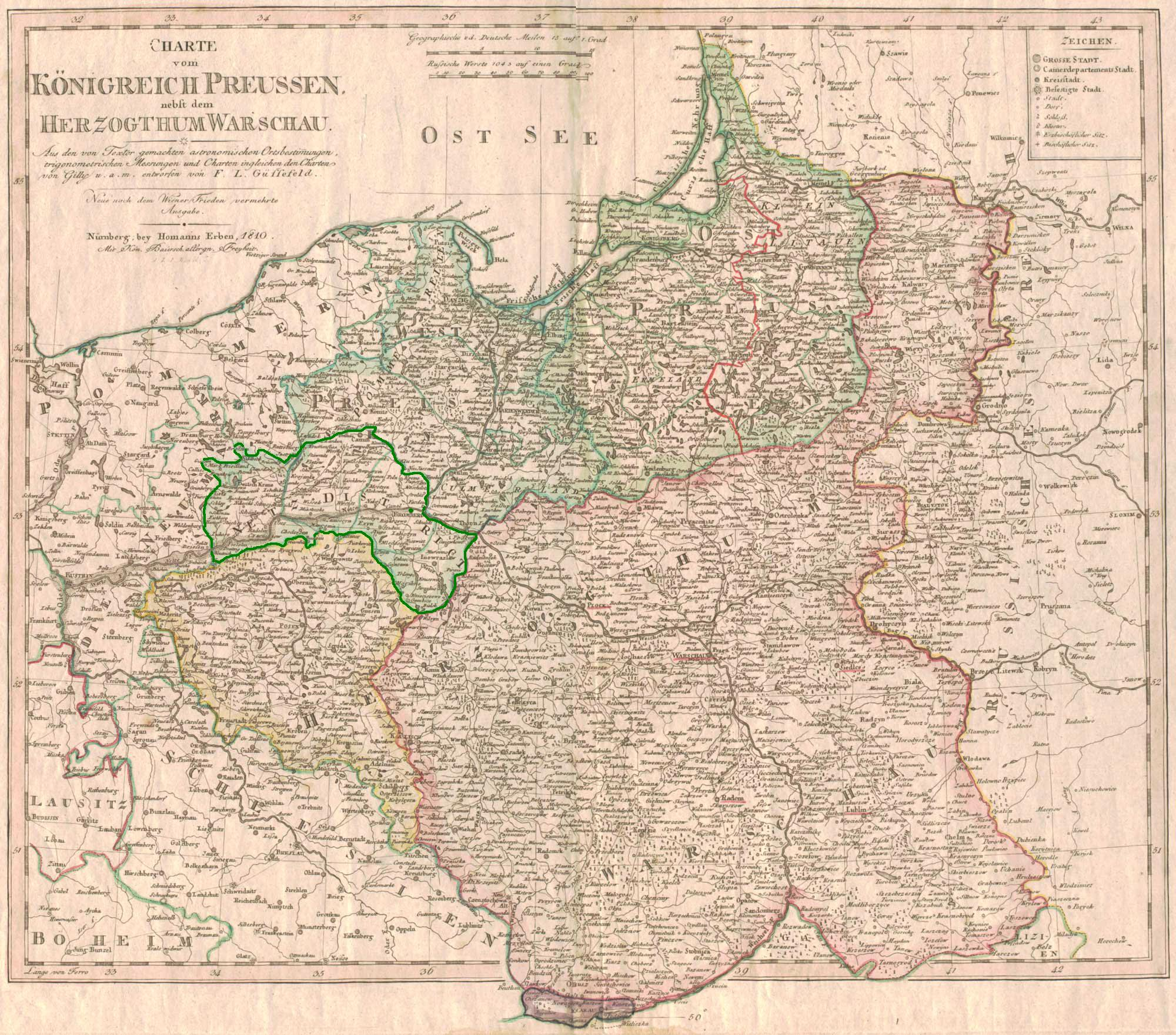
Obwód Nadnotecki na starej mapie Prus zaznaczona zieloną linią

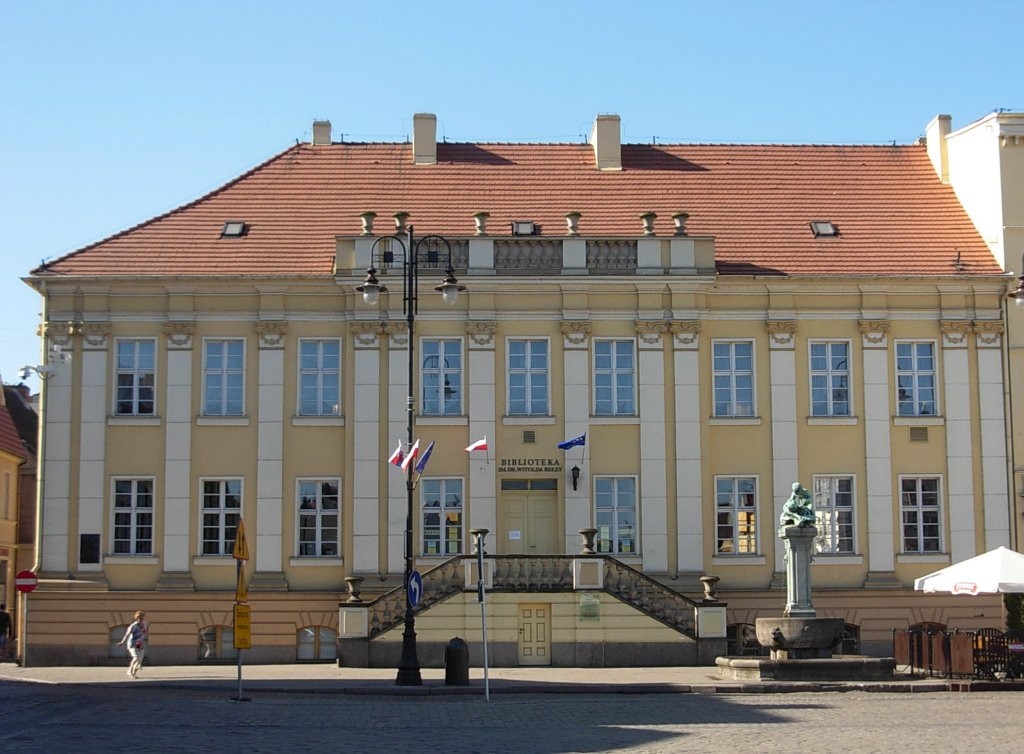
Siedziba władz Obwodu Nadnoteckiego przy Starym Rynku w Bydgoszczy, obecnie mieści Wojewódzką i Miejską Bibliotekę Publiczną

Obwód Nadnotecki, Dystrykt Nadnotecki (niem. Netzedistrikt lub Netze-Distrikt) – jednostka podziału terytorialnego Królestwa Prus w latach 1775–1807. Utworzona z części ziem zagarniętych I Rzeczypospolitej w czasie I rozbioru, położonych na południe od Prus Królewskich. W jego skład weszła część Wielkopolski i Kujaw z Inowrocławiem, Piłą i Bydgoszczą.
Obwód Nadnotecki był złączony organizacyjnie z Prusami Zachodnimi, które do 1773 r. nazywano Nowymi Prusami. Stolicą obwodu została Bydgoszcz, gdzie w 1775 r. ustanowiono Deputację Kamery Wojenno-Domenalnej, a w 1781 r. Sąd Nadworny, będący sądem apelacyjnym (II instancji) dla całego okręgu.
W 1807 r. obwód przestał istnieć, a większość jego terytorium włączono do departamentu bydgoskiego Księstwa Warszawskiego.

## Historia
Władze pruskie jeszcze przed podpisaniem traktatu rozbiorowego przygotowywały się do wcielenia do swojego państwa obszarów wykraczających na południe od linii Noteci-Wisły, tj. południowej granicy Prus Królewskich. W lutym 1772 r. tajny radca finansowy Franz von Brenkenhoff pod pozorem odwiedzin dworu Skórzewskich w Lubostroniu, zwiedził okolice nadnoteckie, orientując się w możliwościach i stanie gospodarczym planowanych do aneksji ziem polskich. Prowadzono także działania propagandowe, które miały udowodnić „odwieczne prawa Hohenzollernów brandenburskich do Pomorza i Wielkopolski”.
Uwieńczeniem akcji politycznej, militarnej i administracyjnej było wkroczenie na ziemie Pomorza i Wielkopolski wojsk pruskich pod pozorem rozciągnięcia kordonu sanitarnego między Prusami Królewskimi, a Wielkopolską (przełom 1770–1771 r.) oraz podróż Fryderyka II przez ziemie polskie planowane do wcielenia do Prus (lato 1772 r.)
7 czerwca 1772 r. Fryderyk II wydał w Kwidzynie rozporządzenie gabinetowe, na mocy którego utworzono kamerę pruską z nadprezydentem Johannem Friedrichem von Domhardtem. Obejmowała ona także polskie Prusy Królewskie oraz część Kujaw i Wielkopolski. Na tym terenie oraz na ziemiach nadnoteckich wprowadzono nowy podział administracyjny. Ziemie nadnoteckie objął samodzielnym zarządem dotychczasowy administrator Nowej Marchii, radca Franz von Brenkenhoff, od dłuższego czasu zaangażowany w przygotowania rozbiorowe. W czerwcu 1772 r. odbyło się spotkanie Fryderyka II z Franzem von Brenkenhoffem w Bydgoszczy, gdzie omawiano kwestie związane z przyjęciem przez Prusy administracji na ziemiach nadnoteckich oraz udoskonaleniem żeglugi na tym terenie. Wtedy prawdopodobnie monarcha potwierdził pomysł połączenia Noteci z Brdą poprzez budowę Kanału Bydgoskiego. Fryderyk obejrzał płynące Brdą tratwy i zostawił Brenckenhoffowi 200 huzarów pod dowództwem majora Zabeltiza, celem konfiskowania drewna spławianego przez Bydgoszcz z Borów Tucholskich.
Podpisany 5 sierpnia 1772 w Petersburgu traktat rozbiorowy przewidywał, że granica polsko-pruska biec będzie w linii prostej od Wisły do Noteci. Władze pruskie zdeterminowane były jednak do poszerzenia swego stanu posiadania na południe od tej linii. Zwyciężyła forsowana przez Brenkenhoffa koncepcja opanowania obu brzegów Noteci, co wiązało się z zabezpieczeniem zaplecza dla zrealizowanego w latach 1773–1774 Kanału Bydgoskiego.
Jeszcze przed ogłoszeniem patentu notyfikacyjnego (13 września 1772) zadecydowano, że Prusacy posuną się do linii Łabiszyn-Solec, ale późniejsze nabytki znacznie wysunęły się poza początkowo projektowaną granicę. Prusacy pięciokrotnie przesuwali pod różnymi pozorami słupy graniczne, zajmując wiele miast, setki wsi i dziesiątki tysięcy mieszkańców. Akcji tej nie zahamowało podpisanie polsko-pruskiego traktatu rozbiorowego z 18 września 1773 r, który oddawał całą Noteć Prusom, równocześnie uznając ją za granicę między obu państwami. Prusacy przekroczyli tę linię, łamiąc próby czynnego oporu (stawiali je gen. Jan Kruszewski i Antoni Sułkowski).
Dopiero 22 sierpnia 1776 r. doszło do podpisania nowej polsko-pruskiej konwencji granicznej. Prusy zatrzymały na lewym brzegu Noteci miasta: Wieleń, Czarnków, Ujście, Chodzież, Gołańcz, Margonin, Kcynię i Szubin, ą ponadto wszystkie wsie należące do miast lub dóbr znajdujących się na prawym brzegu Noteci. Od Szubina biegła granica wzdłuż linii, którą wyznaczały Żnin, Gąsawa, Mogilno i Wylatowo, z tym że wszystkie te miasta weszły w skład państwa pruskiego. Od Wylatowa linia graniczna przebiegała przez Gopło do Piotrkowa Kujawskiego. Jedynie tereny położone na południe od tej linii zwrócono Polsce. W ten sposób zostały ostatecznie określone granice Obwodu Nadnoteckiego (niem. Netzedistrikt), utworzonego przez Fryderyka II z zagarniętych terenów wielkopolskich i kujawskich. Stolicą Obwodu została Bydgoszcz. Kilkakrotne zmiany linii granicznej i połączony z tym stan niepewności poważnie jednak opóźniły proces tworzenia się administracji pruskiej na tym terenie.
Na początku września 1772 r. na obszary nadnoteckie wkroczyły wojska pruskie. W zajętych miastach polskich przeprowadzono szczegółowy spis majętności, a na bramach miejskich i ratuszach umieszczono orły pruskie. Polskie władze administracyjne zostały zobowiązane do ogłoszenia patentu notyfikacyjnego króla pruskiego oraz wysłania przedstawicieli szlachty, mieszczaństwa i duchowieństwa na homagium w Malborku. Nie wszystkie zalecenia instrukcji wykonawczej udało się Prusakom wprowadzić w życie. Ogłoszenia patentu odmówili m.in. wojewodowie: brzeskokujawski i inowrocławski oraz starosta bydgoski Ignacy Gałecki.

### Organizacja władz Obwodu Nadnoteckiego
Misję zorganizowania administracji pruskiej w Obwodzie Nadnoteckim Fryderyk II powierzył tajnemu radcy finansowemu Franzowi von Brenkenhoffowi. Pierwotnym zamiarem Fryderyka II było przyłączenie Obwodu do Nowej Marchii z Kamerą w Kostrzynie jako organem administracji państwowej na czele. Z tego powodu, jak również z racji kilkakrotnych zmian granic obwodu, przez dość długi okres nie zorganizowano stałej administracji. Dopiero wiosną 1773 r., po pierwszym rozszerzeniu granic Obwodu Nadnoteckiego poza obszar pierwotnie planowany, Brenckenhoff zorganizował w Bydgoszczy kolegium finansowe, które było zaczątkiem administracji Obwodu Nadnoteckiego jako oddzielnej jednostki administracyjnej. Tymczasowe uregulowanie spraw administracyjnych w Obwodzie nastąpiło w sierpniu 1774 r. z chwilą powołania Komisji Wojenno-Domenalnej (niem. Kriegs- und Domänenkammer in Bromberg). Jej kierownictwo objął baron Otton Leopold von Gaudi, a urzędnikami byli: radca domenialny Johann Schönborn, radca wojenno-podatkowy Schrötter i asesor Lösewitz.
W styczniu 1775 r. rozpoczęto organizację Deputacji Kamery Wojenno-Domenalnej w Bydgoszczy na Obwód Nadnotecki (niem. Kriegs-und Domänen-Kammer Deputation in Bromberg). Patent kamery opracował nadprezydent Prus Wschodnich i Zachodnich (byłych Prus Królewskich) Johann Friedrich von Domhardt. Był on wzorowany na instrukcjach dla kamery w Koszalinie (1763 r.) i Halberstadt (1770 r.) Deputacja Kameralna w Bydgoszczy pod oficjalną nazwą: Królewska Zachodniopruska Deputacja Kamery Wojenno-Domenalnej na Obwód Nadnotecki (niem. Königlich Westpreussische Kriegs- und Domänenkammer Deputation in den Distrikten an der Netze) oficjalnie podjęła działalność 29 czerwca 1775 r. Miała ona w przybliżeniu te same kompetencje co kamera Prus Zachodnich w Kwidzynie. Należało do nich: ściąganie podatków, nadzór nad leśnictwem, aprowizacją, cechami i stowarzyszeniami rzemieślniczymi, komunikacja lądowa i wodna, kolonizacja, porządek policyjny itp. Od 1782 r. posiadała także własną kasę wojenną i domenalną, uniezależniając się od kasy kwidzyńskiej.
Na czele deputacji stanął jako dyrektor von Gaudi, a ponadto w jej skład wchodziło pięciu radców: von Grabowski, von Haugwitz, von Stach, Broscovius i Tschepius. Niższy personel deputacji tworzyło 10 subalternów, m.in. sekretarz, registrator i kalkulatorzy.
Deputacja bydgoska Obwodu Nadnoteckiego w pewnym zakresie była podporządkowana administracji Prus Zachodnich i Wschodnich, do czego skutecznie dążył ówczesny nadprezydent Prus Zachodnich i organizator władz administracyjnych na wcielonych ziemiach polskich von Domhardt. Zorganizował on deputację w ten sposób, że nie posiadała własnego prezydenta i podlegała nadprezydentowi Kamery Wojenno-Domenalnej w Królewcu. W razie nieobecności nadprezydenta, deputacja przechodziła natomiast pod zwierzchnictwo dyrektora Zachodnio-Pruskiej Kamery Wojenno-Domenalnej w Kwidzynie. Ścisły związek między deputacją bydgoską a kamerą kwidzyńską przejawiał się również w tym, że dyrektor kamery kwidzyńskiej miał prawo brać udział w posiedzeniach deputacji bydgoskiej, a dyrektor deputacji – w posiedzeniach kamery w Kwidzynie. Zezwolono jednak, aby urzędnicy bydgoscy mogli kierować wszelkie sprawozdania bezpośrednio do króla pruskiego lub Dyrektorium Generalnego w Berlinie.

### Organizacja sądownictwa
Prace organizacyjne sądownictwa pruskiego na ziemiach wcielonych do Prus w I rozbiorze prowadził od wiosny 1772 r. wielki kanclerz pruski Karol Józef Maksymilian Frust. Skasowanie polskich organów sądowych nastąpiło 27 września 1772 r. po złożeniu homagium królowi pruskiemu w Malborku przez stany ziem polskich.
Początkowo Obwód Nadnotecki podlegał kolegium sądowemu w Kwidzynie, a obowiązujące prawodawstwo było analogiczne jak w Prusach Wschodnich. Jeszcze w 1772 r. ustalono, że sądami I instancji będą magistraty w miastach i sądy niższe na wsiach, sądami II instancji – kolegium sądowe w Kwidzynie, sądem III instancji – sąd najwyższy (niem. Ober-Tribunal) w Berlinie.
W 1773 r. sądem II instancji dla szlachty zamieszkującej Obwód Nadnotecki mianowano sąd landwójtowski w Łobżenicy. W maju 1775 r. sąd ten przeniesiono do Piły, a drugi sąd landwójtowski utworzono w Bydgoszczy, w pomieszczeniach wynajętych w budynku byłego kolegium jezuickiego. Sąd ten obejmował zasięgiem swego działania: Solec, Łabiszyn, Szubin, Gniewkowo, Inowrocław, Żnin i Powidz (w 1776 r. zwrócony Polsce).
Od jesieni 1773 r. na wniosek Franza von Brenkenhoffa powołano dwa domenalne urzędy sądowe (justycjariaty): w Bydgoszczy i Pile. Justycjariaty łączyły kompetencje dawnych starostów w stosunku do wsi (m.in. rozpatrywanie sporów między szlachtą a poddanymi) i nadzór nad wymiarami sprawiedliwości w małych miastach, w których nie było osobnego burmistrza sądowego. W latach 1775–1778 powstały justycjariaty w Wieleniu i Nakle, a później również w Fordonie i Kcyni.
W 1781 r., gdy wielkim kanclerzem Prus został Johann Heinrich von Carmer, wprowadzono nowy podział na okręgi sądowe. W Bydgoszczy powstał Sąd Nadworny (niem. Hofgericht), któremu podlegał cały Obwód Nadnotecki oraz teren działania sądu landwójtówskiego w Chojnicach. Sąd ten posiadał wszystkie kompetencje krajowego kolegium sądowego w Kwidzynie, z tym że nie mógł sądzić przestępstw popełnionych przeciwko władzy królewskiej i spraw duchownych. Sąd Nadworny w Bydgoszczy miał charakter sądu apelacyjnego dla całego okręgu. Jego przedstawicielami w terenie byli okręgowi radcy sądowi, którzy wraz z wraz z aktuariuszami tworzyli okręgowe komisje sądowe w: Inowrocławiu, Pile i Chojnicach.
Utworzenie tego sądu w 1781 r. zakończyło organizację aparatu sprawiedliwości w Obwodzie Nadnoteckim. Miejscem gdzie funkcjonowały sądy różnych typów (sąd landwójtowski, justycjariat, sąd nadworny) była stolica Obwodu – Bydgoszcz.

## Podział administracyjny Obwodu Nadnoteckiego
Deputacji Kamery Wojenno-Domenalnej w Bydgoszczy podlegali landraci, radcy podatkowi i urzędy domenalne. Obwód Nadnotecki w 1777 r. podzielono na cztery landratury:
- bydgoską z siedzibą w Bydgoszczy (niem. Bromberg) – składała się z trzech urzędów powiatowych: bydgoskiego, koronowskiego i łabiszyńskiego, obejmowała 303 miejscowości;
- inowrocławską z siedzibą w Inowrocławiu (niem. Inowrazlaw);
- kamieńską z siedzibą w Kamieniu (niem. Cammin);
- wałecką z siedzibą w Wałczu (niem. Deutsch Krone).

Cały obwód podzielono również na dwa okręgi podatkowe. Jeden utworzono z landratury kamieńskiej i wałeckiej, a drugi z bydgoskiej i inowrocławskiej.
W skład Obwodu Nadnoteckiego wchodziło 57 miast i ok. 300 wsi. Większość miast była niewielka, np. Kruszwica liczyła w momencie przejścia pod władzę pruską zaledwie 57 mieszkańców. Największe ośrodki miejskie liczyły w 1772 r. nie więcej niż 2 tys. mieszkańców (Inowrocław – 1,5 tys., Bydgoszcz – 1 tys., Nakło – 800, Żnin – 630). Pod koniec istnienia Obwodu w 1806 r. Bydgoszcz liczyła ok. 4,5 tys. mieszkańców, Inowrocław – 3,1 tys., Fordon – 1,7 tys., Łobżenica – 1,6 tys., Szubin – 1,4 tys., Nakło – 1,2 tys.

## Siedziba władz Obwodu Nadnoteckiego
Urząd Królewskiej Zachodniopruskiej Deputacji Kamery Wojenno-Domenalnej na Obwód Nadnotecki mieścił się w gmachu przy Starym Rynku wzniesionym specjalnie w tym celu w latach 1775–1778.

## Dyrektorzy Deputacji Kamery Wojenno-Domenalnej na Obwód Nadnotecki
W ostatnich dziesięcioleciach XVIII wieku, dyrektorami Deputacji były następujące osoby:
- sierpień 1774–1781 – baron Otton Leopold von Gaudi;
- 1781–1786 – syn zmarłego nadprezydenta Prus Zachodnich von Domhardta;
- 1786 – ?? – Wobesser

## Tradycje nazewnictwa Obwodu Nadnoteckiego
Obwód Nadnotecki występuje w tradycji nazewnictwa ziemi bydgoskiej aż do II wojny światowej. Rejencja bydgoska (1815–1920) pokrywała się w części z terytorium obwodu, a w okresie międzywojennym Bydgoszcz (miasto formalnie powiatowe) wykazywała funkcje ponadregionalne z zasięgiem oddziaływania na bliższą i dalszą okolicę – pogranicze Wielkopolski i Pomorza, które określano „obwodem nadnoteckim”. Przykłady nawiązań do tej tradycji to m.in.:
- Towarzystwo Historyczne Obwodu Nadnoteckiego (1880-1920) – organizacja naukowa i społeczna, która odkrywała korzenie historyczne ziem otaczających Bydgoszcz; należeli do niej członkowie z Bydgoszczy, powiatów: bydgoskiego, inowrocławskiego oraz mężowie zaufania z Piły
- Podkomisariat Naczelnej Rady Ludowej na Obwód Nadnotecki w Bydgoszczy (1919) – polska organizacja polityczna służąca przejęciu ziem byłego zaboru pruskiego przez odradzające się państwo polskie
- Towarzystwo Lekarzy Nadnoteckich – organizacja założona na początku XX wieku przez lekarza i społecznika dr Emila Warmińskiego, przekształcona w 1923 roku na Naukowe Bydgoskie Towarzystwo Lekarskie na obwód Nadnotecki, od 1945 Bydgoskie Towarzystwo Lekarskie